# هيا (مدينة)

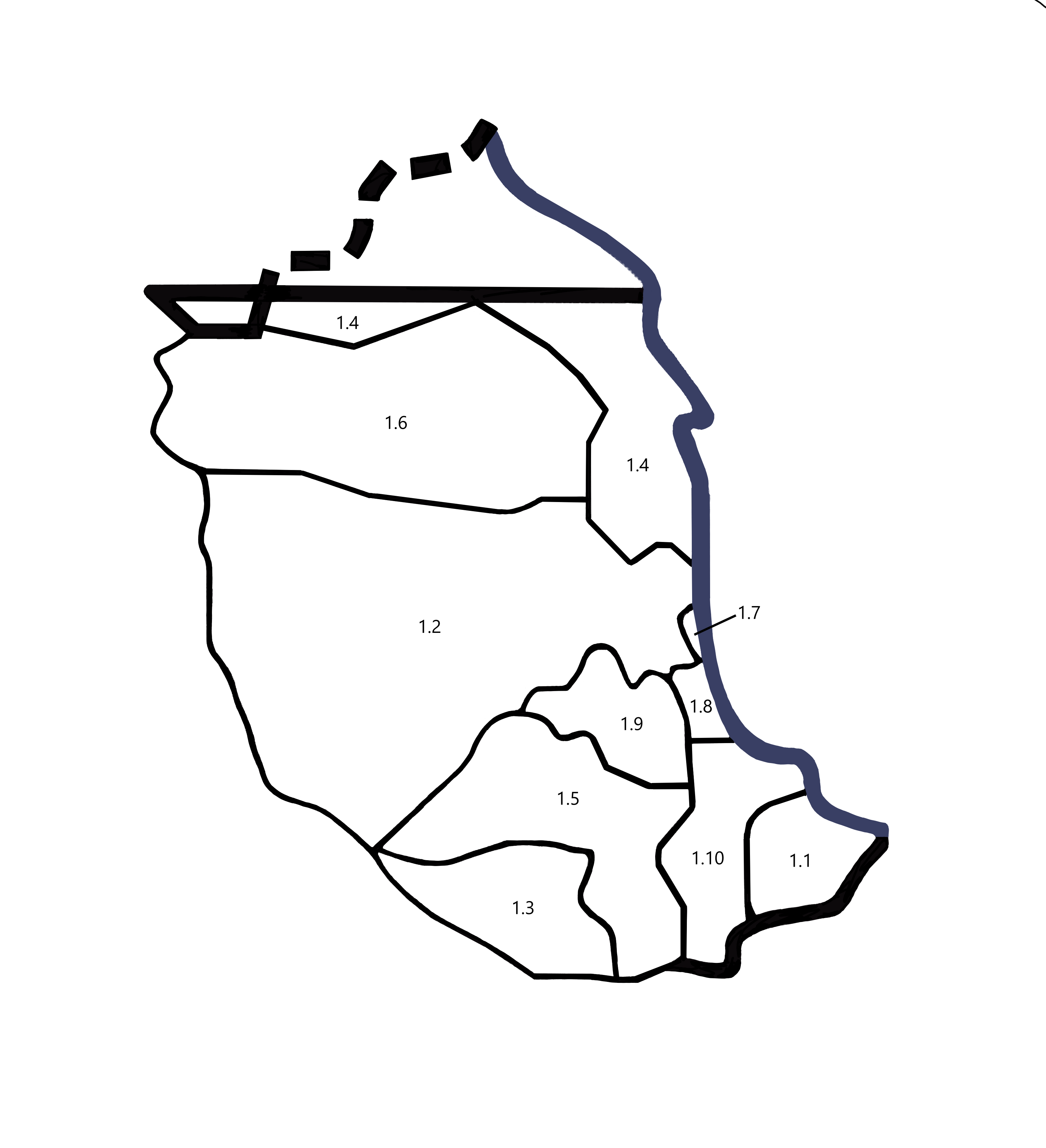
مقاطعة هيا 1,5

هَيّا (بفتح الهاء وتشديد الياء) بلدة تقع في شرق السودان بولاية البحر الأحمر على ارتفاع 662 متر ( 2171 قدم) فوق سطح البحر وتبعد عن العاصمة الخرطوم بحوالي 599.91 كيلومتر (372.7 ميل) وعن مدينة بورتسودان، ميناء السودان الرئيسي حوالي 208.4 كيلومتر (129.5 ميل) وهي واحدة من أهم تقاطع السكك الحديدية في السودان.

## السكان
يقدر عدد سكان هيا حوالي 1200 نسمة. وكان العدد يقل عن 1000 شخص حسب تقديرات عام 2011 م.

## النشاط الإقتصادي
يعتمد اقتصاد مدينة هيا على الرعي وخدمات السكك الحديدية. ويمر عبرها خط أنابيب نفط، كما تعتبر المنطقة غنية بالمعادن النفيسة خاصة معدن الذهب. وتوجد بها محطة لضخ نفط الصادر وورشة كبرى لقطارات لسكك حديد السودان .

## النقل والاتصالات
تقع هيا على خط الطريق البري الذي يربط بين بورتسودان و الخرطوم وتعتبر محطة رئيسية على تقاطع خطي السكة الحديد: الخط الشمالي الغربي القادم من الخرطوم عبر عطبرة متجهاً نحو بورتسودان والجنوبي القادم من الخرطوم عبر ود مدني و القضارف و كسلا.
كما تقع هيا على خط أنبوب النفط الناقل لنفط السودان وجنوب السودان متجهاً نحو موانئ التصدير في بورتسودان.
 وتوجد فيها شبكة اتصالات. ورمز الهاتف الخاص بالمدينة هو 324 ( ومن الخارج يضاف إليه رمز هاتف السودان والذي هو (249).

لا يوجد مطار في هيا. وأقرب مطار إليها هو مطار عطبرة الذي يقع على بعد 270 كيلومتر منها ورمزه باتحاد النقل الجوي الدولي إياتا هو ATB وفي المنظمة الدولية للطيران المدني إيكاو هو HSAT. بينما يقع مطار كسلا على بعد 330 كيلومتر ورمزه في الاتحاد الدولي للنقل الجوي، إياتا هو KSL وفي المنظمة الدولية للطيران، إيكاو، هو HSKA . ومطار كارثاغو	 وهو مطار صغير ورمزه في إيكاو هو HSCG		 ، لإضافة إلى مطار أغوردات في إريتريا على بعد 350 كيلومتر .

## ريفي هيا
| البلدة/القرية  | كيلومتر | ميل  |
| -------------- | ------- | ---- |
| السليت         | 4.1     | 2.8  |
| جبل أولاد مؤمن | 4.4     | 2.12 |
| الرويان        | 4.4     | 2.12 |
| إهنا           | 9.6     | 6    |
| تهاميم         | 12.8    | 8    |
| كمنكو          | 30.5    | 19   |
| رمباك          | 33.7    | 21   |
| حمداب          | 49.8    | 31   |
| كارثاغو        | 53.1    | 33   |
| محطة أدروت     | 53.1    | 33   |
| أدراباتي       | 64.3    | 40   |
| شدايب          | 308.9   | 192  |

## الإدارة
هيا بلدة تتبع لمحلية هيا، وهي مقر رئاسة المحلية.

## مشاكل المدينة
تشكو مدينة هيا من شح مياه الشرب لعدم وجود مورد مائي قريب، كما تعاني من زحف رمال الصحراء وحرارة فصل الصيف الشديد.

## مشاهير هيا
- الشاعر السوداني الشهير أبو آمنة حامد